# باول برات
باول برات (بالإنجليزية: Paul Pratt)‏ (1 مايو 1985 في الولايات المتحدة - ) هو لاعب كرة قدم أمريكية ولاعب كرة قدم أمريكي في مركز ظهير خلفي ‏. لعب مع ديترويت ليونز.

## وصلات خارجية
- باول برات على موقع مرجع كرة القدم المحترفة.كوم (الإنجليزية)
- باول برات على موقع JustSportsStats.com (الإنجليزية)